# Chickasaw County (Mississippi)
Chickasaw County is een county in de Amerikaanse staat Mississippi.
De county heeft een landoppervlakte van 1.299 km² en telt 19.440 inwoners (volkstelling 2000). De hoofdplaats is Houston.

## Bevolkingsontwikkeling

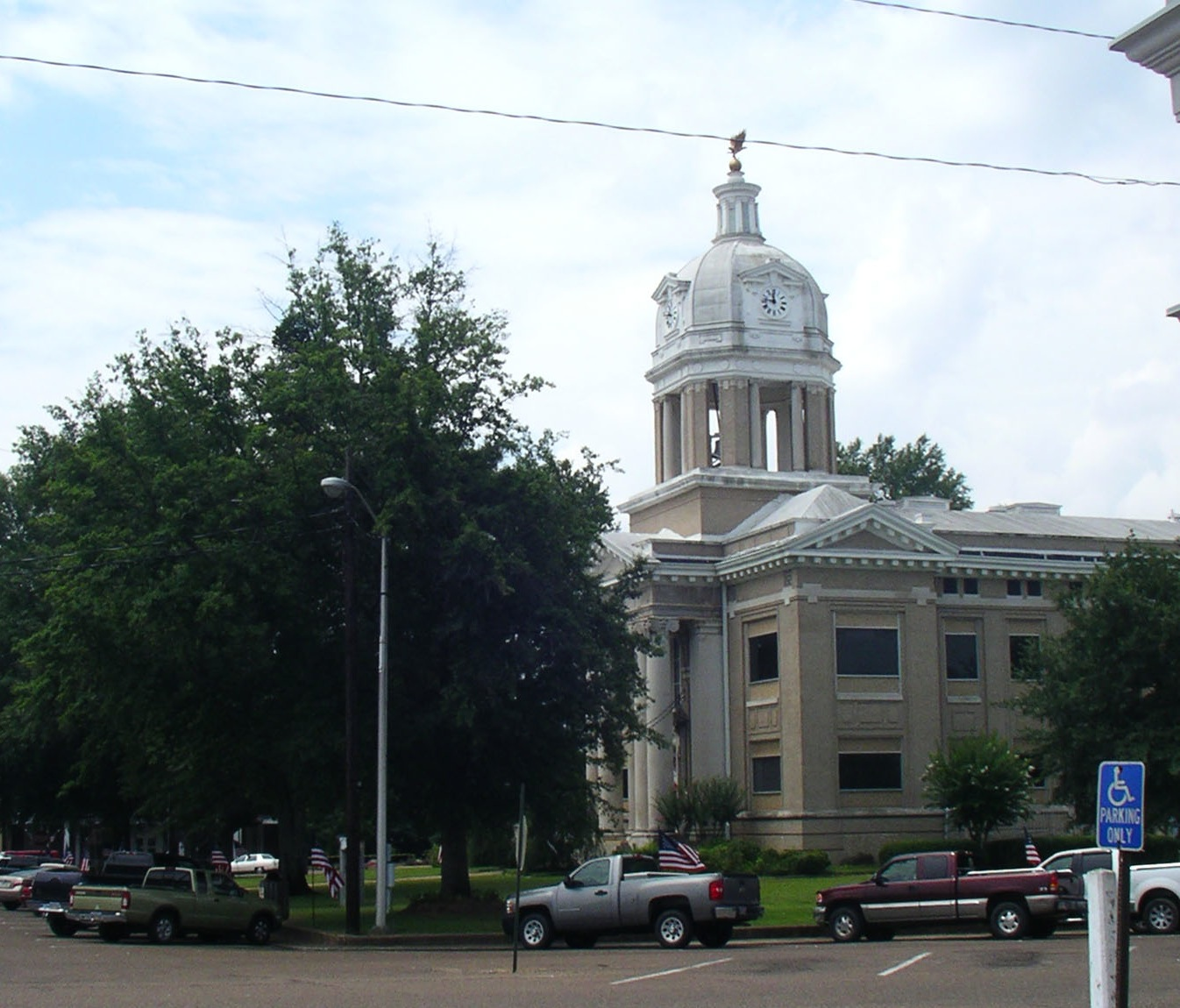
Chickasaw County Courthouse